# Рика (Кунео)
Рика (итал. Ricca) је насеље у Италији у округу Кунео, региону Пијемонт.
Према процени из 2011. у насељу је живело 1220 становника. Насеље се налази на надморској висини од 217 м.